# 堺中郵便局
堺中郵便局（さかいなかゆうびんきょく）は、大阪府堺市中区にある郵便局。民営化前の分類では集配普通郵便局であった。

## 概要
住所：〒599-8799 大阪府堺市中区深井沢町2470-21

## 沿革
- 1884年（明治17年）7月1日 - 福田郵便局（五等）として開設[1]。
- 1885年（明治18年）10月1日 - 貯金取扱を開始。
- 1891年（明治24年）12月1日 - 為替取扱を開始。
- 1962年（昭和37年）2月18日 - 電話交換および和文電報配達業務を登美丘電報電話局に移管[2]。
- 1968年（昭和43年）8月1日 - 特定郵便局から普通郵便局に局種別改定。
- 1968年（昭和43年）11月25日 - 堺市福田から同市高松に移転するとともに、和文電報受付事務ならびに電話通話事務を廃止。
- 1997年（平成9年）8月4日 - 堺市大美野から同市深井沢町に移転するとともに、堺中郵便局に改称。郵便番号を〒588から〒599に変更。同時に、堺市東支所管内（現・堺市東区）北部の日置荘地域の集配業務を〒591堺金岡郵便局から移管。
- 2000年（平成12年）8月14日 - 外国通貨の両替および旅行小切手の売買に関する業務取扱を開始。
- 2007年（平成19年）10月1日 - 民営化に伴い、併設された郵便事業堺中支店に一部業務を移管。
- 2012年（平成24年）10月1日 - 日本郵便株式会社発足に伴い、郵便事業堺中支店を堺中郵便局に統合。

## 取扱内容
- 郵便、印紙、ゆうパック、内容証明
- 貯金、為替、振替、振込、国際送金、外貨両替・トラベラーズチェック、国債、投資信託
- 生命保険、バイク自賠責保険、自動車保険、変額年金保険、がん保険、引受条件緩和型医療保険
- 地方公共団体事務（堺市バス割引乗車証の交付）
- ゆうちょ銀行ATM
- 「599-82xx」区域（堺市中区全域）、「599-81xx」区域（堺市東区全域）の集配業務
- ゆうゆう窓口

## 風景印
- 図案は西高野街道石碑・西高野街道の旧町並み。局名表記は「堺中」
- 使用開始日は1997年（平成9年）8月4日

## 周辺
- 堺市中区役所
- 堺市消防局中消防署
- 中堺警察署

## アクセス
- 南海泉北線 深井駅から徒歩約6分
- 南海バス 深井駅停留所下車
- 阪和自動車道堺IC、堺泉北道路平井出入口から北東へ約2.5km
- 泉北1号線沿い
- 駐車場あり：14台